# Trogiomorpha
Trogiomorpha es un suborden de piojos de la corteza, piojos de los libros del orden Psocodea. Existen unas siete familias y más de 430 especies  descriptas en Trogiomorpha. Se acepta ampliamente que Trogiomorpha es la primera divergencia de los tres subórdenes y conserva las características más primitivas.

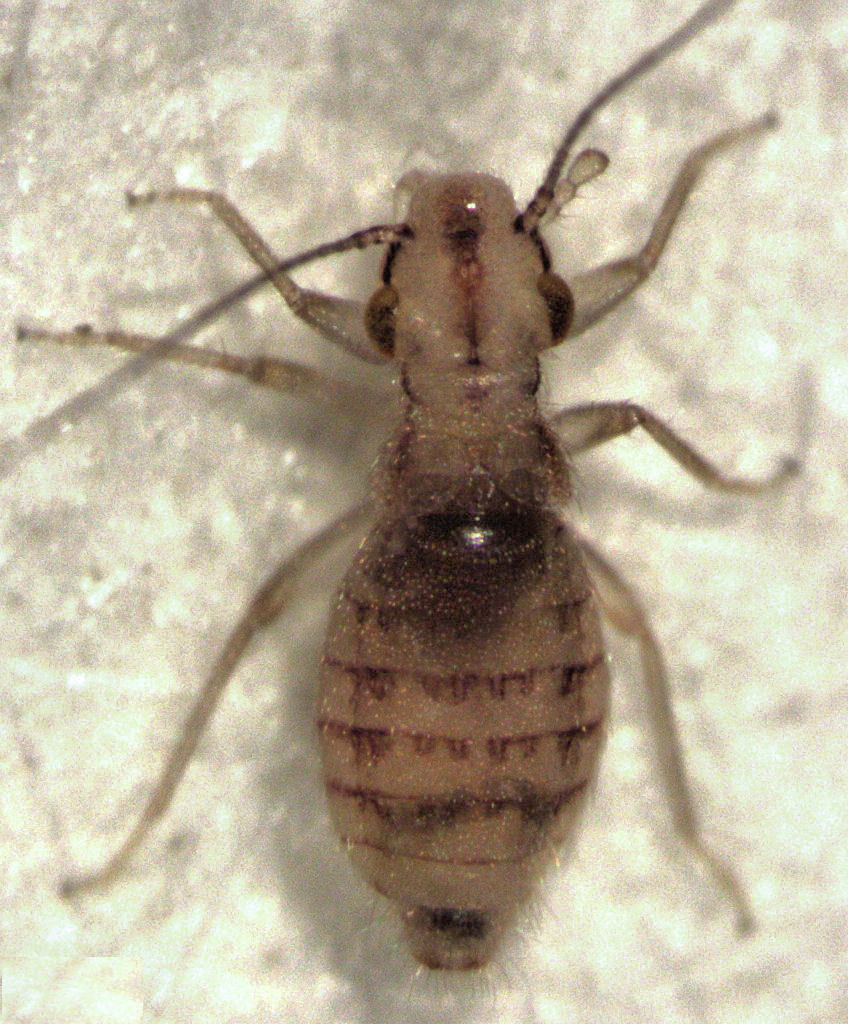
Trogium pulsatorium

## Familias
Trogiomorpha contiene 3 infraórdenes y 5 familias existentes (vivas), así como tres familias extintas identificadas:
- Atropetae
  - †Archaeatropidae Baz & Ortuño, 2000
  - †Empheriidae Baz & Ortuño, 2000
  - Lepidopsocidae Enderlein, 1903
  - Psoquillidae Lienhard & Smithers, 2002
  - Trogiidae Roesler, 1944
- Psyllipsocetae
  - Psyllipsocidae Lienhard & Smithers, 2002
- Prionoglaridetae
  - Prionoglarididae Azar, Huang & Nel, 2017
- Incierto:
  - †Cormopsocidae Yoshizawa & Lienhard, 2020